# Fucus cottonii
Espèce
Synonymes
- Fucus cottoni M.J.Wynne & Magne, 1991[2]
- Fucus muscoides (A.D.Cotton) Feldmann & Magne, 1964[2]
- Fucus vesiculosus var. muscoides Cotton, 1912[2]

Fucus cottonii est une espèce d’algues brunes marines de la famille des Fucaceae.

## Synonymes
Selon AlgaeBase (4 juillet 2018) :
- Synonymes hétérotypiques :
  - Fucus vesiculosus var. muscoides Cotton 1912
  - Fucus muscoides (A.D.Cotton) Feldmann & Magne 1964

## Distribution
Fucus cottonii est présent le long des côtes atlantiques de l'Europe de l'ouest et du nord, de la France à la Norvège et en Irlande. Elle se retrouve également à Taiwan.